# 桌子山
39°38′N 106°59′E / 39.633°N 106.983°E
桌子山位于中华人民共和国内蒙古乌海市区以东，鄂尔多斯高原西缘，为南北走向长约75公里，南缘与贺兰山隔黄河相望。主峰海拔2149.4米，山顶平坦似桌状而得名。
西麓有新石器时代遗迹桌子山岩画群，为全国重点文物保护单位。